# Raymond Field
Raymond W. Field (* 24. Mai 1944 in Dublin) ist ein irischer römisch-katholischer Geistlicher und emeritierter Weihbischof im Erzbistum Dublin.

## Leben und Karriere
Raymond Field empfing am 17. Mai 1970 das Sakrament der Priesterweihe für das Erzbistum Dublin.
Papst Johannes Paul II. ernannte ihn am 28. Mai 1997 zum Weihbischof in Dublin und Titularbischof von Árd Mór. Der Erzbischof von Dublin, Desmond Connell, spendete ihm am 21. September desselben Jahres die Bischofsweihe. Mitkonsekratoren waren der Apostolische Nuntius in Irland, Erzbischof Luciano Storero, und der Bischof von Ossory, Laurence Forristal.
Nach der Veröffentlichung des Murphy-Berichts zum sexuellen Missbrauch im Erzbistum Dublin gaben Field und Weihbischof Eamonn Oliver Walsh am Heiligabend 2009 gemeinsam bekannt, dass sie dem Papst ihren Rücktritt angeboten hatten, und entschuldigten sich bei den Opfern. Im August 2010 lehnte der Papst die beiden Rücktrittsgesuche jedoch ab.
Am 27. Juni 2019 nahm Papst Franziskus Fields altersbedingten Rücktritt an.